# Dunia Susi
Dunia Susi (Londra, 10 agosto 1987) è un'ex calciatrice inglese, che ha giocato sia nel ruolo di difensore che in quello di attaccante. Quasi tutta la sua carriera si è sviluppata nella massima serie del campionato inglese. Ha collezionato 21 presenze con la maglia della nazionale inglese, venendo convocata a due tornei internazionali. Con la nazionale della Gran Bretagna ha partecipato ai Giochi olimpici di Londra 2012.

## Carriera

### Club
Nata nel borgo londinese di Enfield, Dunia Susi iniziò a giocare a calcio nel ruolo di attaccante, segnando 96 reti in un'unica stagione quando giocava, a livello di giovanili, per l'Enfield Ladies. Nella stagione 2004-05 entrò a far parte della prima squadra dell'Arsenal, che in quell'annata vinse sia il campionato inglese che la FA Women's Premier League Cup. Nella stagione 2005-06 si trasferì al Fulham, mentre nell'estate 2006 si spostò al Chelsea. Giocò al Chelsea per quattro stagioni consecutive, disputando la FA Women's Premier League National Division, la massima serie del campionato inglese. Il periodo al Chelsea venne interrotto da un'esperienza negli Stati Uniti nell'estate 2008. Infatti, assieme alle compagne di squadra Kylie Davies, Emma Delves e Jess O'Dwyer, giocò con il Richmond Kickers Destiny nella USL W-League; la squadra non andò oltre la stagione regolare nell'Atlantic Division della Eastern Conference.
Nel 2011 si trasferì al Birmingham City, che era stato ammesso alla stagione inaugurale della FA Women's Super League 1, la nuova massima serie del campionato inglese. Dopo una sola stagione a Birmingham, tornò al Chelsea. Susi realizzò la seconda rete nella vittoria del Chelsea sull'Arsenal, sua ex-squadra, nella semifinale della FA Women's Cup, che valse alle Blues la prima finale della loro storia. La finale venne poi persa contro il Birmingham City dopo i tiri di rigore.
Nel gennaio 2014 lasciò nuovamente il Chelsea per accordarsi col Notts County e continuando a giocare nella massima serie inglese. Rimase al Notts County per due stagioni consecutive, giocando, da subentrata, anche la finale della FA Women's Cup, persa per 1-0 contro il Chelsea, in quella che fu la prima finale giocata allo Stadio di Wembley e davanti a un pubblico di 30 710 spettatori.

### Nazionale
Susi giocò per le selezioni giovanili under 19 ed under 23 dell'Inghilterra. Fece il suo debutto nella nazionale dell'Inghilterra il 17 luglio 2009 in una partita amichevole contro l'Islanda, giocata a Colchester e persa 0-2. Venne convocata dalla selezionatrice Hope Powell per la fase finale del campionato mondiale 2011. Susi rimase in panchina in tutte le partite disputate dall'Inghilterra, che venne eliminata nei quarti di finale dalla Francia dopo i tiri di rigore. Il 26 giugno 2012 venne inserita nella lista delle riserve della nazionale della Gran Bretagna per il torneo femminile di calcio ai Giochi della XXX Olimpiade, ospitati da Londra. Il 29 luglio 2012 venne inserita nella prima squadra in sostituzione dell'infortunata Ifeoma Dieke, rimanendo in panchina nelle successive due partite disputate dalle britanniche. Nel 2013 fece parte della squadra inglese che partecipò e vinse la sua seconda Cyprus Cup. Nello stesso anno venne inserita da Hope Powell nella rosa della nazionale inglese per il campionato europeo 2013. Anche in quest'occasione rimase in panchina nelle tre partite che videro le inglesi eliminate al termine della fase a gironi dopo un pareggio e due sconfitte.

## Palmarès

### Club
- Campionato inglese: 1

Arsenal: 2004-2005
- FA Women's Premier League Cup: 1

Arsenal: 2004-2005

### Nazionale
- Cyprus Cup: 1

2013